# Parti progressiste (Espagne)
 (novembre 2022).
Si vous disposez d'ouvrages ou d'articles de référence ou si vous connaissez des sites web de qualité traitant du thème abordé ici, merci de compléter l'article en donnant les références utiles à sa vérifiabilité et en les liant à la section « Notes et références ».
Pour les articles homonymes, voir Parti progressiste.
Le parti progressiste (partido progresista) est une formation politique espagnole du XIXe siècle. Le parti apparaît en 1834 en tant qu'opposition  libérale extrémiste au régime de la régente Marie-Christine de Bourbon et se désagrège peu à peu après le début de la restauration bourbonienne en 1874.

## Historique
Cette division entre progressistes, modérés et conservateurs, est caractéristique du panorama idéologique espagnol des XIXe et XXe siècles. Les progressistes sont partisans de la milice nationale (milicia nacional), du jury populaire, de la Souveraineté nationale, de l'élargissement du suffrage censitaire et de la laïcité. Pour leur part, les modérés sont partisans de la souveraineté partagée entre le Roi et le peuple, des bonnes relations avec l'Église et d'un requis censitaire plus strict pour l'accès aux suffrages.
Dans le contexte du règne d'Isabelle II, les progressistes représentent un important appui pour la Reine, fille de Ferdinand VII, contre les carlistes, défendant le prétendant Charles de Bourbon. Leur situation se révèle toujours inconfortable, entre la contention du carlisme et un soutien à la Reine peu concluant, en raison des réticences mêmes de cette dernière, et surtout de sa mère Marie-Christine de Bourbon, aux changements impliqués par l'idéologie libérale.